# Weikensee
Der Weikensee befindet sich in der Stadt Hamminkeln (Kreis Wesel, Nordrhein-Westfalen) und hat die Gewässer-Nummer 2709. Entstanden ist er, um Baumaterial zu fördern. Von 1968 bis 1982 wurde dort bis zu einer maximalen Tiefe von circa 12 Metern „gekiest“.
Der See hat in Nord-Süd-Richtung eine Ausdehnung von etwa 550 m und in West-Ost-Richtung von etwa 320 m. Er liegt zwischen der A3 im Norden, der B 473 im Westen, der Landesstraße 602 im Süden und der Bahnstrecke Wesel–Bocholt im Osten. Die Alte Issel fließt in 50 bis 150 m Entfernung östlich am See vorbei.
Zu seinem jetzigen Namen kam der Weikensee in den 1990er-Jahren durch ein Preisausschreiben, bei dem man Vorschläge einreichen konnte. „Weiken“ bedeutet auf Kleverländisch „kleine Wiesen“, und aus diesen bestand die Fläche ursprünglich einmal.
Heute wird der See unter anderem von einem Modellboot- und einem Angelsportverein genutzt.